# موسیقی مصر باستان

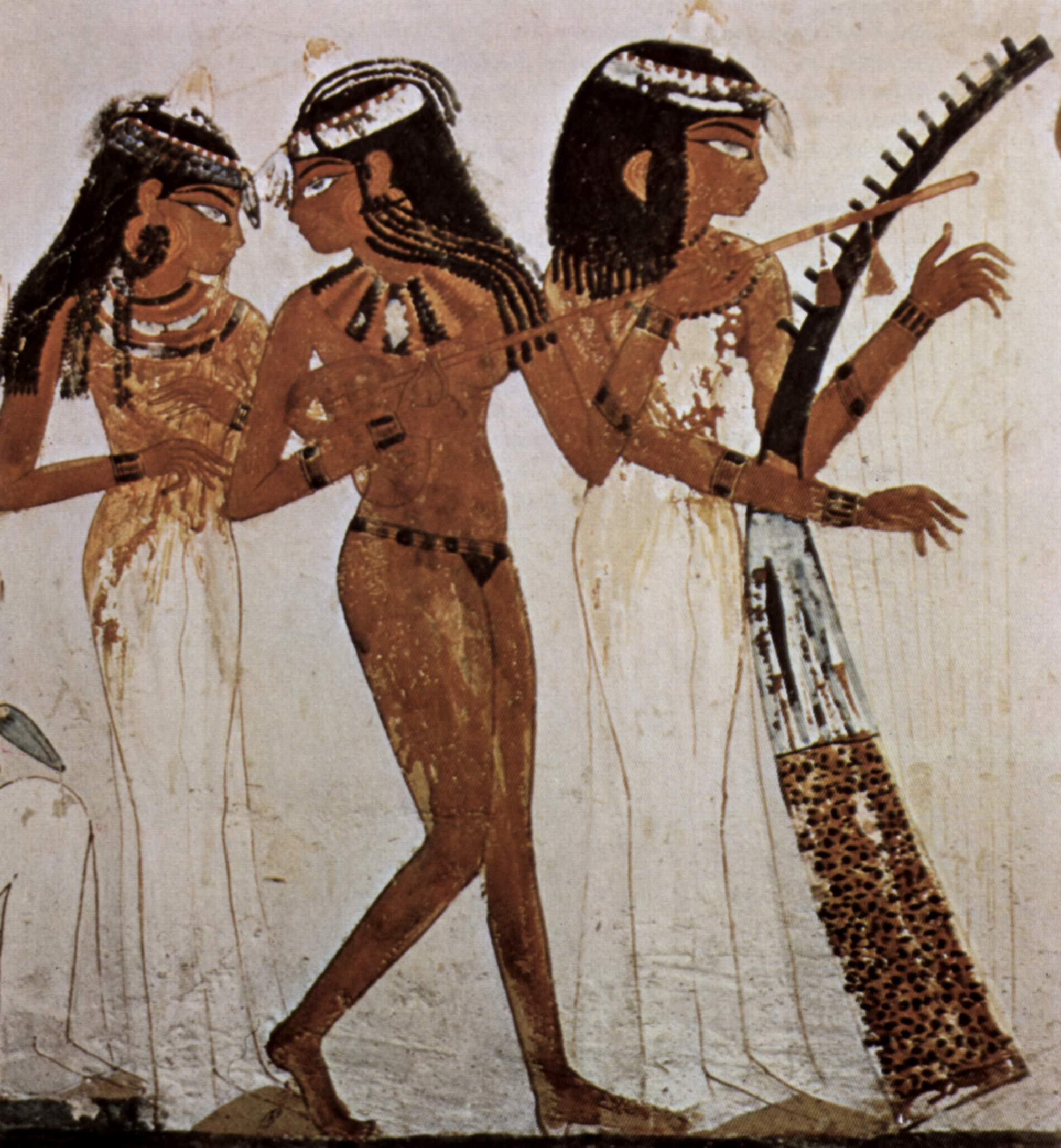

هر چند موسیقی از دورهٔ پیشا-تاریخی در مصر وجود داشت، اما از دورهٔ تاریخی (یا "سلسله‌ای" یا "فراعنه‌ای") است که شاهد استمرار آن در جامعهٔ مصر هستیم – یعنی از سال ۳۱۰۰ قبل از میلاد به بعد. موسیقی بخش مهمی از زندگی مردم مصر باستان را تشکیل داده بود و موسیقی‌دانان در جایگاه‌های گوناگونی از جامعه حضور داشتند. موسیقی اندک‌اندک توانسته بود به بسیاری از عرصه راه پیدا کند: معابد، کاخ‌ها، بازارها، کشتزارها، میدان‌های نبرد و آرامگاه‌ها. موسیقی بخش مکمّل آیین‌های عبادی-مذهبی در مصر باستان به‌شمار می‌رفت، از همین رو چندان عجیب نیست اگر بگوییم خدایانی در آن دوره وجود داشتند که اختصاصاً به موسیقی مربوط بودند؛ مانند هاثور و بس (هر دوی این ایزدان با رقص، حاصلخیزی و زادآوری مرتبط بودند). 
انواع گوناگونی از ابزارهای موسیقی (کوبه‌ای، بادی، زهی) در دورهٔ مصرِ فراعنه‌ای قابل مشاهده است. از جمله سازهای کوبه‌ای این دوره می‌توان به انواع طبل‌های دستی، جغجغه‌ها، قاشک‌ها، زنگوله‌ها و عود مصری (نوعی جغجغه که در مراسم آیینی بسیار بکار گرفته می‌شد) اشاره کرد. دست زدن نیز معمولاً به عنوان ضرباهنگی ترکیبی در حین اجرای موسیقی  مورد استفاده قرار می‌گرفت. سازهای بادی این دوره انواع فلوت‌ها (دوشاخه و تک، با نی و بدون نی) و ترومپت‌ها بودند. سازهای زهی نیز شامل انواع چنگ‌ها، چنگ رومی و عودها (که سازهای زخمه‌ای بودند تا سازهای کمانه‌ای) می‌گردید. سازها معمولاً نام مالکانشان را درج‌شده بر روی خود داشتند و مزین به تصاویری از الهه (هاثور) و ایزد (بس) موسیقی بودند. هم صدای زن و هم صدای مرد در موسیقی مصرِ باستان بکار گرفته می‌شد.

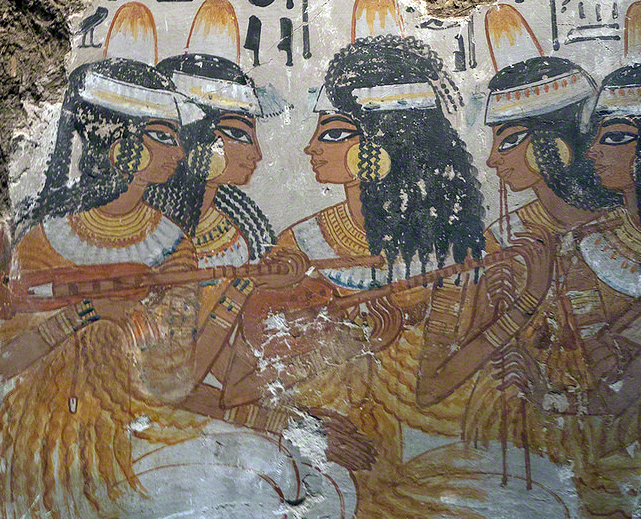
نقاشی‌ای کشف‌شده از معبد نبامون یکی از اشراف پادشاهی نوین مصر در تبس متعلق به سال ۱۳۵۰ پیش از میلاد، که در آن نوازندگان عود و نی‌لبک دوشاخه دیده می‌شوند.

موسیقیدانان حرفه‌ای در چند قشر اجتماعی قرار می‌گرفتند. شاید عالی‌ترین آن‌ها گروه موسیقیدانان معابد بودند. مقام موسیقیدانِ (شِمایِت) یک ایزد یا الههٔ خاص، جایگاهی عالی به‌شمار می‌آمد که معمولاً توسط زنان تصدّی می‌شد. موسیقیدانانِ وابسته به خانوادهٔ سلطنتی نیز از جایگاه اجتماعی رفیعی برخوردار بودند و از خنیاگران و نوازندگان بااستعداد و چیره‌دست به‌شمار می‌آمدند. در جایگاهی پایین‌تر، موسیقیدانانی قرار می‌گرفتند که برای ایجاد سرگرمی و نشاط در میهمانی‌ها، جشن‌ها و اعیاد فعالیت می‌کردند. این گروه معمولاً توسط هنرمندان رقصنده همراهی می‌شدند. خنیاگری‌های غیرِ رسمی معمولاً با صحنه‌های کارگران در حال کار نمایش داده شده‌است. نوشته‌های ذیلِ این تصاویر معمولاً به عنوان مضمون این ترانه‌ها تفسیر می‌شود. در موارد دیگر، به ندرت نشانه‌ای از حضور موسیقیدانانِ آماتور در دورانِ مصرِ فراعنه‌ای مشاهده شده است؛ و به نظر نمی‌رسد که پیشرفت و ترقی در موسیقی برای کسانی که در آن حرفه‌ای نبوده‌اند، هدفی دلخواه بوده باشد. 
مصریان باستان تا پیش از عصر یونانی-رومی موسیقی‌شان را به رشتهٔ تحریر در نیاوردند و در این دوران بود که تلاش‌هایی را مبتنی بر حدس و گمان در جهت احیای باقی‌ماندهٔ موسیقی فراعنه‌ای به انجام رسانیدند. نشانه‌های عینی می‌توانند تصوّری کلی از آوای موسیقی مصر باستان به مخاطب ارائه دهند. موسیقی آیینی معابد معمولاً شامل نواختن عود مصری همراه با آواز و گاه چنگ‌نوازی و استفاده از سازهای کوبه‌ای می گردید. صحنه‌های جشن‌ها و میهمانی‌ها معمولاً مجموعه‌ای از سازها شامل چنگ، بربط، نی‌لَبَکِ دوشاخه و تک، طبل و کف‌زن، و همچنین حضور (یا عدم حضور) خنیاگران را در موقعیت‌های گوناگون نشان می‌دهد. 